# Centaurea niederi
Centaurea niederi — вид квіткових рослин айстрових (Asteraceae). Ендемік зх. Греції.

## Середовище
Населяє кам'янисті місцевості.

## Морфологічна характеристика
Це багаторічник 20–35 см заввишки, біло-запушений. Листки черешкові, 1-2-перистороздільні, сегменти довгасті або видовжено-лінійні, прямують. Квіткові голови яйцювато-кулясті. Оболонка бліда. Квітки блідо-пурпурові. Період цвітіння: весна.